# Georg Lippay
Georg Lippay de Zombor (* 9. Oktober 1600 in Preßburg, Königreich Ungarn; † 30. Januar 1666 in Preßburg, Königreich Ungarn) war ein katholischer Theologe, Erzbischof von Gran und Primas von Ungarn.

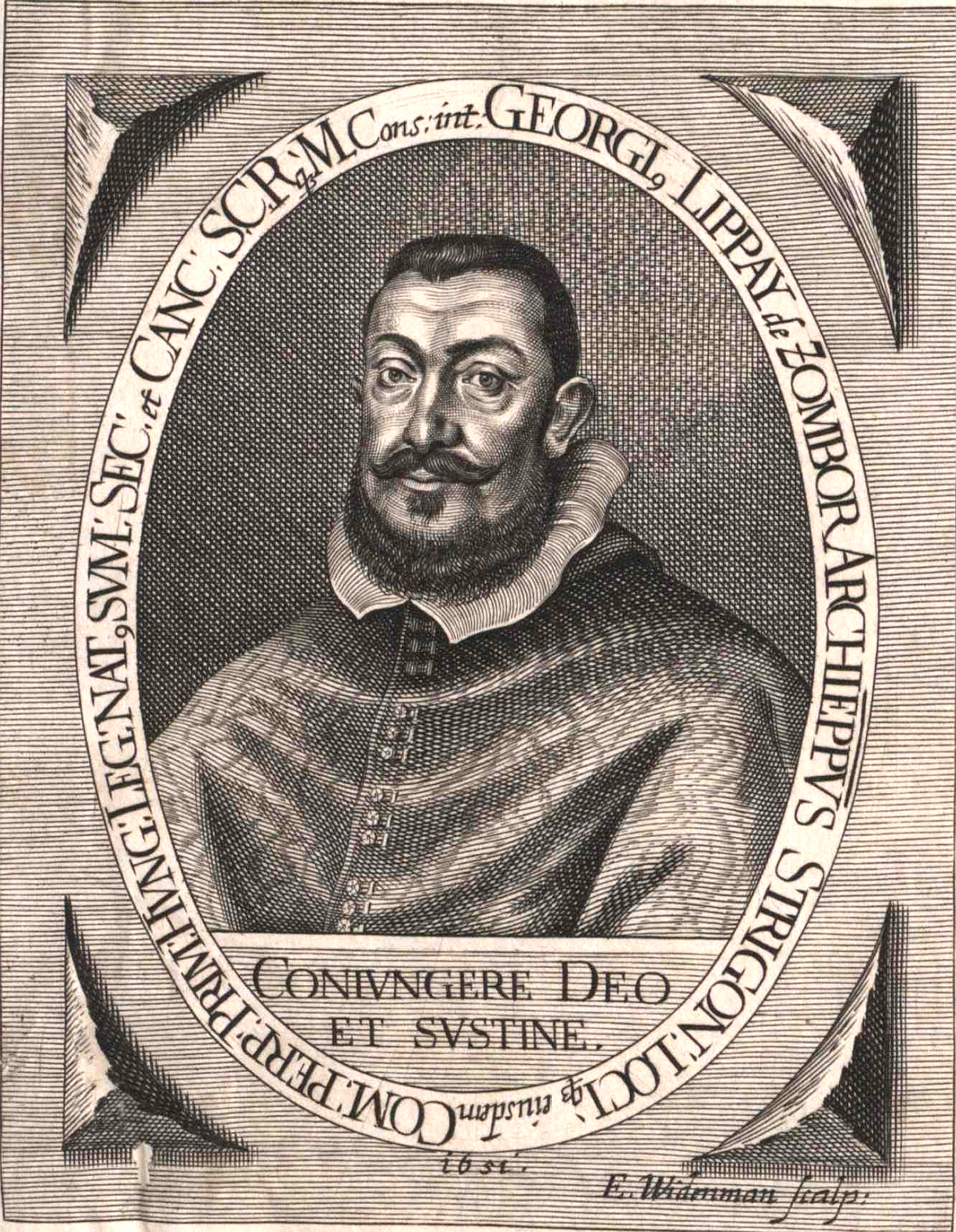
Georg Lippay

## Leben

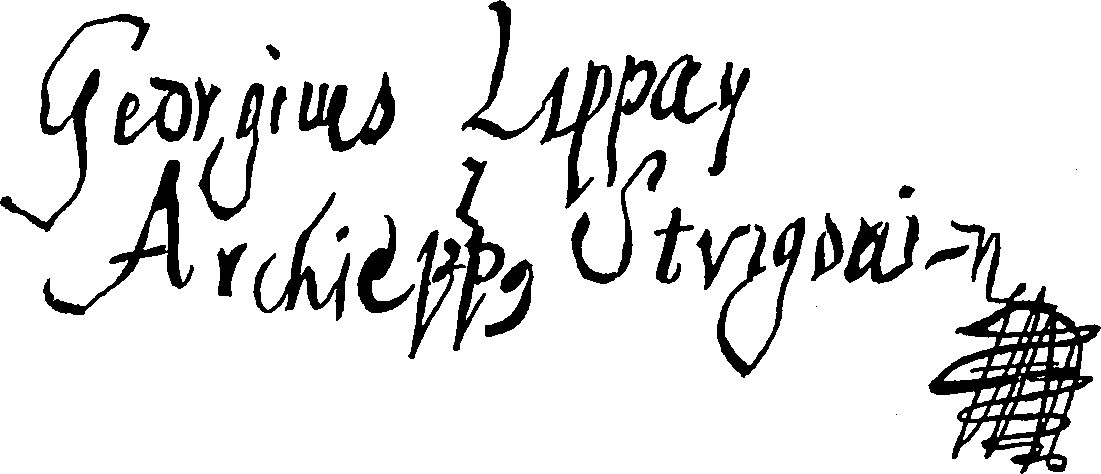
Signatur von Georg Lippay

Georg Lippay war der älteste Sohn des Wiener Hofrates Johann Lippay († 1616) und dessen Ehefrau Maria Serényi Landovicz. Seine Schulausbildung begann er in Preßburg und Wien, danach besuchte er die Universität in Graz, wo er in Philosophie promovierte (Dr. phil.). Danach ging er nach Rom, um dort Theologie zu studieren. Im Jahre 1625 kam er nach Ungarn und wurde Kanoniker am Erzbischofssitz in Gran. Danach machte er eine steile Karriere: 1631 wurde er zum Bischof von Fünfkirchen ernannt. Am 1. Februar 1633 Bischof von Vesprim und am 1. Mai 1637 (bis 1642) Bischof von Erlau.
Schließlich wurde Georg Lippay 1642 zum Erzbischof von Gran und Primas von Ungarn ernannt. Sein Wahlspruch lautete: „CONIUNGERE DEO ET SUSTINE“ Diese Funktion übte er bis zu seinem Tode im Jahre 1666 aus. Der Sitz des Erzbistums war in jener Zeit Tyrnau, da sich die Stadt Gran seit 1543 unter osmanischer Herrschaft befand. Er vergrößerte und erweiterte die Universität Tyrnau und richtete dort am 31. Juli 1649 mit einer eigenen Spende von 15.000,- Gulden eine Fakultät für Rechtswissenschaften ein.
In seiner Eigenschaft als Primas von Ungarn und Erzbischof von Gran krönte er im St. Martinsdom zu Preßburg Ferdinand IV. (16. Juni 1647), Maria Eleonora (6. Juni 1655) und Leopold I. (27. Juni 1655) zu apostolischen Königen von Ungarn.
Den Lutheranern sowie den Calvinisten gegenüber zeigte er sich – dem Zeitgeist der Gegenreformation entsprechend – sehr unduldsam. Vor allem in den kleineren Provinzstädten der Großen Schüttinsel verfolgte er die protestantischen Prediger und ersetzte sie durch Jesuiten. Konfessionelle Mischehen duldete er nicht, er bestand darauf, dass der nichtkatholische Teil vor der Eheschließung zum Katholizismus konvertiert.
Georg Lippay war naturwissenschaftlich sehr interessiert. Ganz besonders interessierte er sich für Alchemie. Er verfasste auch eine alchemistische Schrift unter den Titel Mons Magnesiae Ex Quo Obscurum sed Verum Subjectum Philosophorum effonditur et Expresse denominatur, welche er Kaiser Leopold I. widmete.

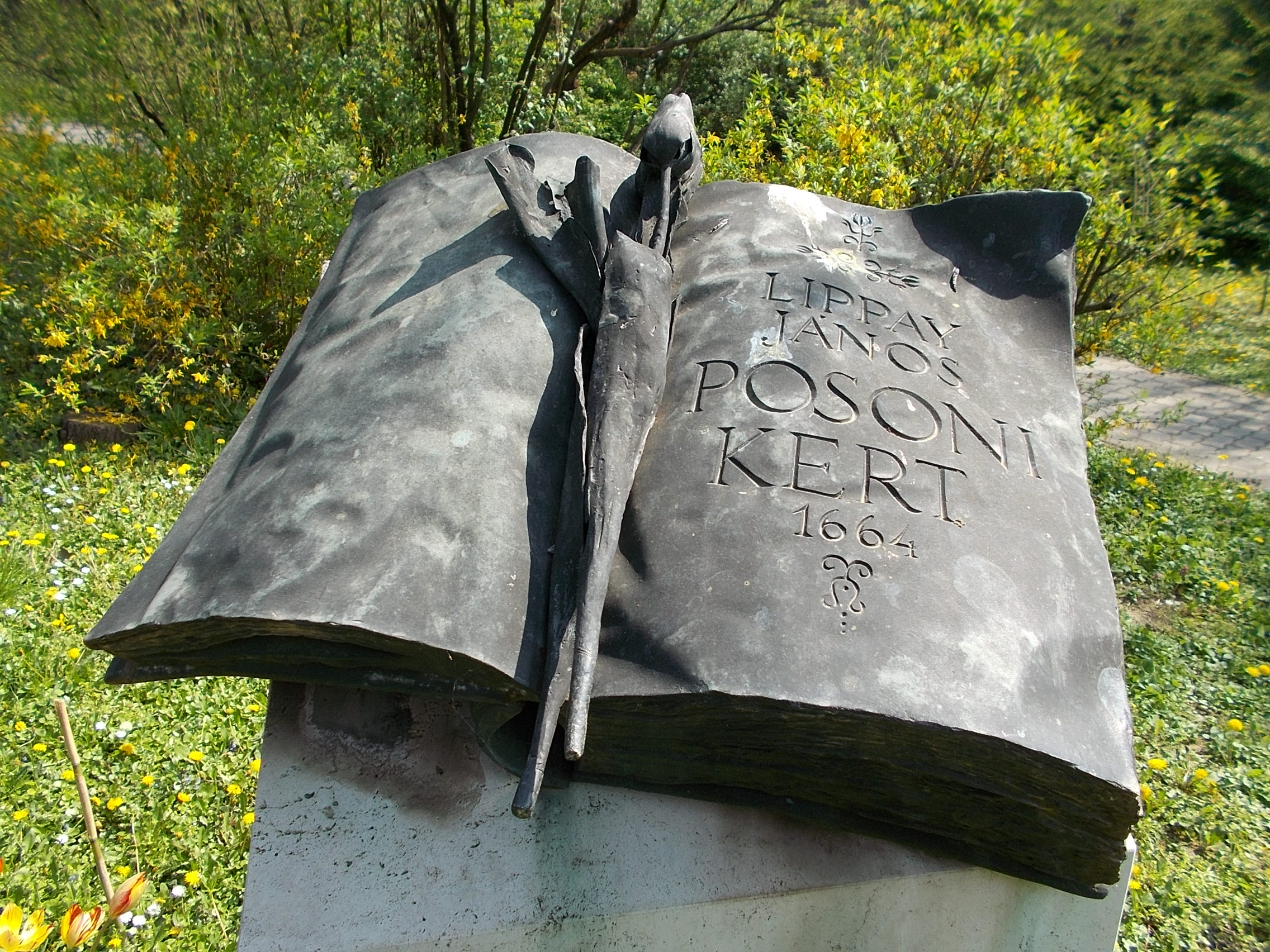
Erinnerungsstein an den Preßburger Garten im Arboretum von Budapest

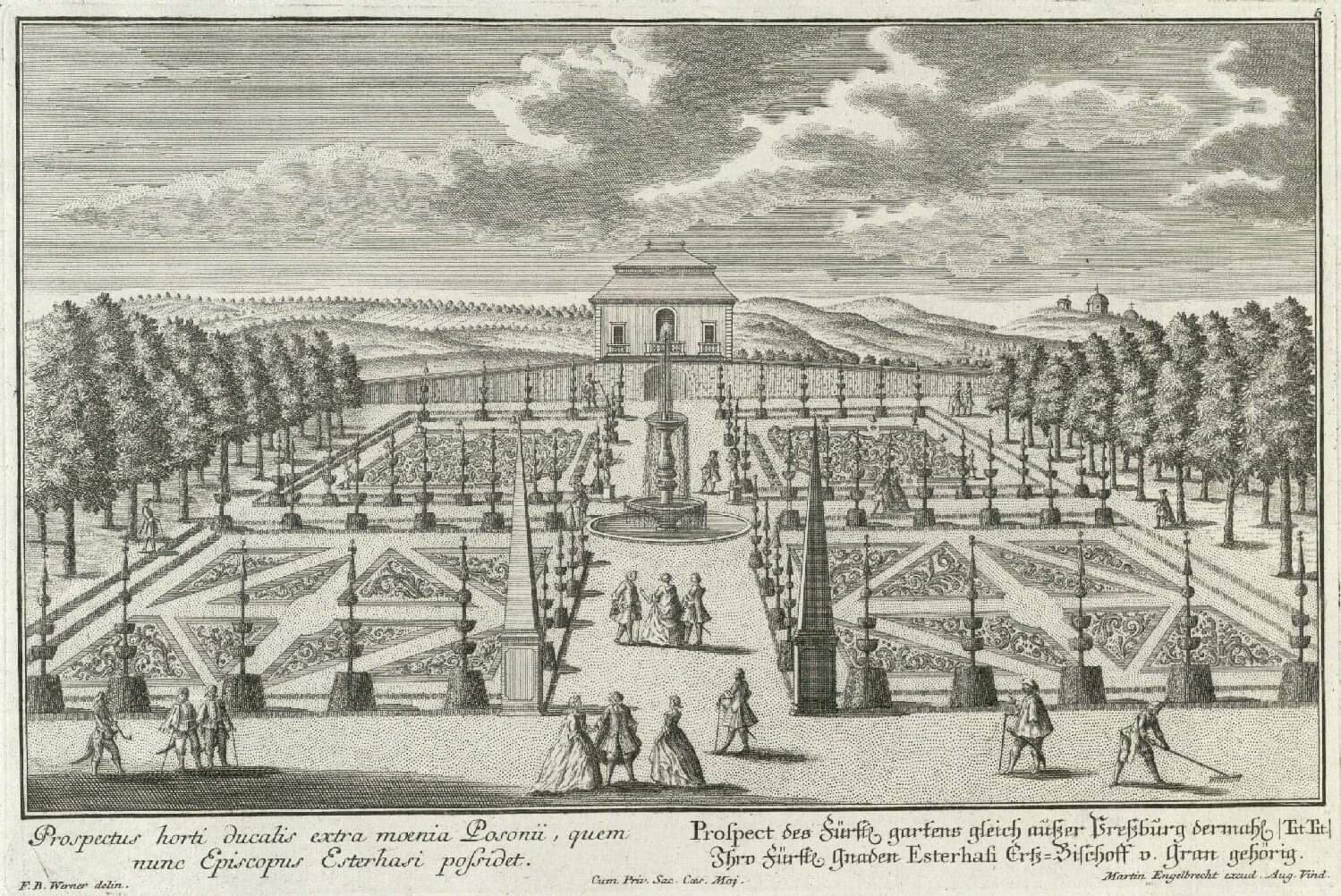
Garten des ehemaligen Erzbischöflichen Sommerpalais in Preßburg in der ersten Hälfte des 18. Jahrhunderts. Rechts im Hintergrund sind die Kapellen des Preßburger Kalvarienberges zu sehen. Der Garten wurde von Erzbischof Georg Lippay als „Preßburger Garten“ (Posoni wert) angelegt und gehörte zu den schönsten Ziergärten im ehemaligen Königreich Ungarn.

Obzwar in jener Zeit Tyrnau der (vorübergehende) amtliche Sitz des Erzbistums war, residierten die Erzbischöfe überwiegend in Preßburg. Georg Lippay erwarb Mitte des 17. Jahrhunderts auch das Sommerpalais der Erzbischöfe in Preßburg, das von einem seiner Vorgänger Erzbischof Ferenc Forgách (* 1560, † 1615) im Jahre 1614 errichtet wurde. Rund um die Residenz ließ er einen wundervollen Garten – der unter den Namen „Preßburger Garten“ (ung. Posoni kert) – berühmt wurde, mit seltenen Pflanzen und Gewächsen anlegen. Im Garten wurden prachtvolle Alleen mit exotischen Bäumen die von Plastiken umzäunt waren, angelegt. Mit Hilfe seines jüngeren Bruders Johann Lippay, der zwischen 1659 und 1666 am Preßburger Hof des Erzbischofs lebte, wurde der botanische „Preßburger Garten“ im Stil der Renaissance zur vollen Blüte entwickelt. Zwischen 1664 und 1667 erschien in Wien eine dreibändige Beschreibung der Sehenswürdigkeiten dieses Gartens in Druck. Der verkleinerte Garten gehört heute zur Residenz des slowakischen Premierministers und enthält keine Züge mehr aus der Zeit Lippays.
Georg Lippay war ein umfassend gebildeter Mann, der auch publizistisch tätig war. Viele Werke von ihm sind auch im Druck erschienen. Er besaß eine – für damalige Verhältnisse – umfassende Bibliothek von über 3000 Bänden. Ein großer Teil dieser Bücher befindet sich heute in der erzbischöflichen Bibliothek in Gran.
Als kritischer Beobachter der politischen Situation im Königreich Ungarn und als patriotischer Ungar war auch Georg Lippay mit den Ergebnissen des mit den Osmanischen Reich geschlossenen Friedens von Eisenburg nicht einverstanden. Obzwar ein überzeugter Anhänger des Hauses Habsburg, syphatisierte er trotzdem mit der darauf folgenden Magnatenverschwörung des Franz Wesselényi. Für Lippay hatte die Niederschlagung der Verschwörung keine Konsequenzen mehr, da er am 30. Januar 1666, also noch vor deren Aufdeckung, in Preßburg starb. Er wurde in der Krypta des Preßburger St.-Martins-Doms mit allen bischöflichen Ehren zu Grabe getragen.